# 落幡神社
落幡神社（おちはたじんじゃ）は神奈川県秦野市鶴巻南二丁目にある神社。

## 概要
温泉地として有名な鶴巻温泉のある鶴巻地区にある。なお「落幡（おちはた）」は鶴巻の旧名であり、1955年（昭和30年）までこの近辺の地名も落幡であった。現在無人であり、比々多神社の傘下にある。

## 近隣
- おおね公園
- 鶴巻の大ケヤキ（大榎とも呼ばれる）
- 曹洞宗善昌寺
- つるまき幼稚園
- 鶴巻会館
- 延命地蔵尊

## 来歴
- 1874年（明治7年） - 大住郡落幡村内の無格社を合祀して落幡神社とする。
- 1940年（昭和15年） - 皇紀2600年記念碑を建立。
- 1955年（昭和30年）4月15日 - 中郡大根村が秦野市へ編入。その際落幡地区が鶴巻と改名されたため地図上及び行政上から落幡の名が消える。
- 1973年（昭和48年）4月9日 - 社殿屋根の葺き替えを行う。
- 1986年（昭和61年）4月 - 鳥居を新調する。
  - 「落幡」という地名に関しても伝承があり、“その昔、中将姫が織り上げたとされる大きく美しい幡（旗）がこの地に舞い降りたことからこの地は落幡と呼ばれるようになった”というものと“鎌倉時代の武将である善波重氏（太郎）がこの地で幡曼荼羅という妖怪を射落としたことから落幡と呼ばれるようになった”[1]という二つの異なる伝承が存在する。
    - 現在、落幡の名はこの神社と近くのバス停「落幡」と「下落幡」、そして神社の前の坂を下っていった先にある「下落幡橋」という小さな橋などに残されている。

## 境内
- 拝殿
- 本殿
- 神楽殿
- 道祖神
- 不動尊
- 忠魂碑
- 遊具（ブランコ・うんてい）
- 簡易トイレ

## アクセス
- 小田急電鉄小田原線鶴巻温泉駅より徒歩15分ほど
- 神奈川中央交通バス停下落幡・大けやき下車数分ほど